# Thad Luckinbill
Pour les articles homonymes, voir Luckinbill.
Thad Luckinbill est un acteur et producteur américain né le 24 avril 1975 en Oklahoma aux États-Unis. Il joue le rôle de JT Hellstrom dans Les Feux de l'amour de 1999 à novembre 2010 puis de décembre 2017 à avril 2018.

## Biographie
Thad Luckinbill est né le 24 avril 1975 à Enid, dans l’Oklahoma (États-Unis). Il grandit avec son jumeau Trent, également producteur, à Washington D.C..
Sa mère est une chanteuse et c'est grâce à elle qu'il éprouve un goût très particulier pour la guitare. Il va à l'université de l'Oklahoma.
En 2013, il fonde sa société de production, Black Label Media avec son frère et la productrice Molly Smith.

### Vie privée
Depuis 2006, il est en couple avec l'actrice Amelia Heinle, qu'il épouse en mars 2007. Ensemble, ils ont deux enfants, un garçon, prénommé Thaddeus Rowe Luckinbill Jr (né le 2 novembre 2007) et une fille, prénommée Georgia March Luckinbill (née le 17 décembre 2009).
Il est le beau-père d'August Manning (né le 10 janvier 1996), issu du premier mariage d'Amelia Heinle avec l'acteur Michael Weatherly.

## Filmographie

### Cinéma

#### Longs métrages
- 2000 : Task Force 2001 de Robert Hayes : Gary
- 2003 : Pour le meilleur et pour le rire (Just Married) de Shawn Levy : Willie McNerney
- 2004 : Pyjama Party de Joe Nussbaum (en) : Todd
- 2006 : Les Soldats du désert (Home of the Brave) d'Irwin Winkler : Un soldat
- 2014 : The Good Lie de Philippe Falardeau : Matt
- 2017 : Line of Fire (Only the Brave) de Joseph Kosinski : Scott Norris
- 2018 : Horse Soldiers (12 Strong) de Nicolai Fuglsig : Vern Michaels
- 2022 : Devotion de J. D. Dillard (en) : Peters
- 2023 : Reptile de Grant Singer : Peter

#### Courts métrages
- 2000 : Crush de Phillip J. Bartell : Un homme
- 2005 : 5 Stages of Grief de Manuel Bermudez : Manuel
- 2006 : The Shadow Effect de Jared Varava et Justin Varava : Steve Sexly
- 2007 : Grampa's Cabin de Dominic Scott Kay : Jake adulte (voix)

### Télévision

#### Séries télévisées
- 1999 : Undressed : Kyle
- 1999-2010, 2017-2018, 2019 et 2023 : Les Feux de l'amour (The Young and the Restless) : J.T. Hellstrom
- 2001 : Sabrina, l'apprentie sorcière (Sabrina, the Teenage Witch) : Sean Hexton
- 2001 : Nash Bridges : Bobby Bridges jeune
- 2002 : Buffy contre les vampires (Buffy the Vampire Slayer) : R.J. Brooks (saison 7 épisode 6)
- 2002 : JAG : Soldat Moritz
- 2002 : Division d'élite (The Division) : Josh Costa
- 2002 : Providence : Jack Finch
- 2002 - 2003 : Touche pas à mes filles (8 Simple Rules For Dating My Teenage Daughter) : Donny Doyle
- 2006 : Nip/Tuck : Mitchell Skinner
- 2006 / 2010 : Les Experts (CSI: Crime Scene Investigation) : Timothy Johnson / Michael Wilson
- 2008 : FBI : Portés disparus (Without a Trace) : Tim Collier
- 2009 : Ghost Whisperer : Grant Harper
- 2009 : Les Experts : Manhattan (CSI: NY) : Connor Dunbrook
- 2010 : Les Experts : Miami (CSI: Miami) : Dominic Cross
- 2010 : Nikita : Nathan Colville
- 2011 : New York, section criminelle (Law and Order: Criminal Intent) : Parker Gaffney / Thomas Gaffney
- 2012 : Grey's Anatomy : Kevin Banks
- 2013 : Rizzoli and Isles : Tucker Franklin
- 2013 : Major Crimes : Hunt Massey
- 2015 : Esprits criminels (Criminal Minds) : Larry Merrin
- 2015 : Ballers : Stoops
- 2023 - 2024 : Opérations Spéciales : Lioness (Special Ops: Lioness) : Kyle McManus

#### Téléfilms
- 2007 : Protect and Serve de Sergio Mimica-Gezzan : Tim Cook
- 2011 : Filles des villes et filles des champs (Keeping Up with the Randalls) de David S. Cass Sr. : Will Randall
- 2012 : Mon père noël bien-aimé (Matchmaker Santa) de David S. Cass Sr. : Justin Green

### Producteur
- 2014 : The Good Lie de Philippe Falardeau
- 2015 : Demolition de Jean-Marc Vallée (producteur exécutif)
- 2015 : Sicario de Denis Villeneuve
- 2015 : Breaking a Monster de Luke Meyer
- 2016 : La La Land de Damien Chazelle (producteur exécutif)
- 2017 : Line of Fire (Only the Brave) de Joseph Kosinski
- 2017 : Rebel in the Rye : Aux origines de l'Attrape-cœurs (Rebel in the Rye) de Danny Strong
- 2018 : Sicario : La Guerre des cartels (Sicario: Day of the Soldado) de Stefano Sollima
- 2018 : Horse Soldiers (12 Strong) de Nicolai Fuglsig
- 2018 : Sierra Burgess Is a Loser d'Ian Samuels
- 2021 : Broken Diamonds de Peter Sattler
- 2022 : Whitney Houston : I Wanna Dance with Somebody de Kasi Lemmons
- 2022 : Devotion de J. D. Dillard (en)
- 2023 : Reptile de Grant Singer